# Stefan Dąbrowski (1895–1945)
Stefan Dąbrowski (ur. 13 grudnia 1895 w Żabnie, zm. 10 sierpnia 1945 w Murnau am Staffelsee) – polski ziemianin, rolnik, działacz chłopski, polityk, poseł na Sejm w II RP.

## Życiorys
Był synem Karola Władysława i Stanisławy Cecylii z domu Zawadzkiej. Ukończył gimnazjum w Lublinie i Gimnazjum im. Pawła Chrzanowskiego w Warszawie (zdał maturę w 1914 roku). Ukończył 6 semestrów w  SGGW w Warszawie.
Od 1918 roku walczył w WP na froncie ukraińskim, w wojnie polsko-bolszewickiej w 1920 roku służył w 1 pułku Ułanów Krechowieckich. 
Po wojnie pracował we własnym majątku w Żabnie, następnie od 1928 roku w Kowalewicach. Był członkiem Związku Ziemian i zarządu Okręgowego Towarzystwa Organizacji i Kółek Rolniczych, członkiem Wydziału Powiatowego, w latach 30. – członkiem Rady Wojewódzkiej oraz od 1934 radcą Izby Rolniczej w Warszawie. Od 1928 roku był prezesem Rady Powiatowej BBWR w Krasnymstawie.
W 1935 roku został wybrany 20 774 głosami z listy państwowej w okręgu nr 8 obejmującego powiaty: pułtuski, radzymiński i mińsko-mazowiecki. W kadencji tej należał do Koła Parlamentarnego OZN. Pracował w komisji budżetowej (od 1937 roku), rolnej, zdrowia publicznego i opieki społecznej. Od marca 1936 roku był członkiem specjalnej Komisji ds. samorządu społecznego.
W kampanii wrześniowej 1939 roku brał udział w walkach na Lubelszczyźnie, gdzie dostał się do niewoli radzieckiej, skąd zbiegł, ale dostał się do niewoli niemieckiej i do końca wojny przebywał w oflagu Murnau. Popełnił samobójstwo w Murnau am Staffelsee cztery miesiące po wyzwoleniu obozu, będąc śmiertelnie chory na gruźlicę.